# Andrija Anković
Andrija Anković (Gabela (Bósnia e Herzegovina), 16 de julho de 1937 - 28 de abril de 1980) foi um futebolista e treinador iugoslavo, medalhista olímpico. 

## Carreira
Andrija Anković fez parte do elenco medalha de ouro, nos Jogos Olímpicos de 1960. Ele também fez parte do elenco da Seleção Iugoslava na Copa do Mundo de 1962.